# 海因里希六世 (普法爾茨)
亨利六世 ，又稱為不倫瑞克的"小亨利"（约1196年—1214年4月25日），韋爾夫家族成員，普法爾茨伯爵（1212年至1214年在位）。
亨利六世出生於1196年左右，是普法爾茨伯爵亨利五世與普法爾茨伯爵康拉德之女阿格尼絲的獨子。亨利六世於1212年與下洛林和布拉班特公爵亨利一世的女兒布拉班特的瑪蒂爾德（卒於1267年）結婚。
亨利六世在叔祖父英格蘭國王約翰的宮廷中長大，並於1211年或1212年返回德意志。出於政治原因，亨利六世的父親於1212年放棄普法爾茨的爵位，轉而支持亨利六世承襲爵位。
在1212年11月在亞琛舉行的宮廷會議上，亨利六世站在他的叔父神聖羅馬皇帝奧托四世一方。據推測，他大約在同一時間與布拉班特的瑪蒂爾德訂婚。此後不久，他轉而支持腓特烈二世，反對奧托四世一派。
亨利六世於1214年4月25日因被毒殺去世，死後並無子嗣。他被葬於海德堡附近的捨瑙修道院。其爵位由巴伐利亞公爵路德維希一世繼承，路德維希一世是亨利六世妹夫巴伐利亞公爵奧托二世的父親。